# Temporada 2021 del Campeonato de Galicia de Rally
La temporada 2021 fue la edición 43.ª del Campeonato de Galicia de Rally. Comenzó el 28 de mayo en el Rally de La Coruña y terminó el 14 de noviembre en el Rally Ribeira Ría de Arousa.

## Calendario
El calendario inicial contaba con nueve pruebas puntuables pero sufrió varios cambios importantes. La última el Rally Botafumeiro no se llevó a cabo; el Rally de Noia se canceló y en su lugar se programó el Rally Ribeira-Ría de Arousa y el Rally do Albariño cambió su nombre por Rally de Pontevedra. Durante los reconocimientos del rally de Pontevedra el piloto Víctor Magariños falleció tras sufrir un accidente de tráfico contra Ricardo Costa, piloto portugués que también reconocía el tramo.
| N.º | Fecha               | Rally                                           | Coef. | Resultados |
| --- | ------------------- | ----------------------------------------------- | ----- | ---------- |
| 1   | 28-29 de mayo       | 25.º Rallye de La Coruña                        | 8     | Resultados |
| 2   | 18-19 de junio      | 3.º Rally de Pontevedra Memorial Miguel Álvarez | 7     | Resultados |
| 3   | 9-10 de julio       | 17.º Rally Sur do Condado                       | 7     | Resultados |
| 4   | 20-21 de agosto     | 35.º Rally do Lacón                             | 7     | Resultados |
| 5   | 10-12 de septiembre | 3.º Rally Mariña Lucense                        | 8     | Resultados |
| 6   | 1-2 de octubre      | 9.º Rally Ourense-Ribeira Sacra                 | 7     | Resultados |
| 7   | 22-23 de octubre    | 43.º Rally San Froilán                          | 8     | Resultados |
| 8   | 13-14 de noviembre  | 1.º Rally Ribeira Ría de Arousa                 | 7     | Resultados |

## Equipos
| Equipo                     | Vehículo               | Piloto                    | Copiloto                 | Rondas           |
| Equipos privados           | Equipos privados       | Equipos privados          | Equipos privados         | Equipos privados |
| -------------------------- | ---------------------- | ------------------------- | ------------------------ | ---------------- |
| Ya-Car Racing              | Škoda Fabia Rally2 evo | Víctor Senra              | David Vázquez Liste      | 1-5              |
| Ya-Car Racing              | Škoda Fabia Rally2 evo | Víctor Senra              | Ramón López Marín        | 6                |
| AMF Sport                  | Citroën DS3 R5         | Alberto Meira             | José Murado González     | 1-5              |
| AMF Sport                  | Škoda Fabia R5         | Alberto Meira             | José Murado González     | 6                |
| AMF Sport                  | Škoda Fabia R5         | Alberto Meira             | "Zequinini"              | 7                |
| Galicia Motorsport         | Citroën DS3 R5         | Jorge Pérez Oliveira      | Avelino Martínez López   | 1-4              |
| Galicia Motorsport         | Škoda Fabia R5         | Jorge Pérez Oliveira      | Avelino Martínez López   | 5-8              |
| Escudería Miño-Lugo        | Volkswagen Polo GTI R5 | Francisco Dorado Vizcaíno | Roi Torrente Pérez       | 1-8              |
| AFKM Team                  | Nissan Micra N5        | Jorge Garnelo Fernández   | Mario González Tomé      | 1                |
| AFKM Team                  | Nissan Micra N5        | Jorge Garnelo Fernández   | Javier Martínez          | 2-3, 8           |
| AFKM Team                  | Nissan Micra N5        | Jorge Garnelo Fernández   | "Cuni"                   | 4, 6             |
| AFKM Team                  | Nissan Micra N5        | Jorge Garnelo Fernández   | Alejandro Vaqueiro       | 5, 7             |
| Aguanta Volante Rally Team | Renault Clio N5        | Diego Vila Fernández      | Alex Alonso Sampayo      | 1-7              |
| Aguanta Volante Rally Team | Ford Fiesta N5         | Diego Vila Fernández      | Alex Alonso Sampayo      | 8                |
| Desguaces Tino Racing      | Ford Fiesta R2         | «Tinín» Iglesias          | Bárbara Gómez Oubel      | 1-8              |
| Desguaces Tino Racing      | Ford Fiesta N5         | Celestino Iglesias Cores  | Jorge Iglesias Cores     | 1-6, 8           |
| Desguaces Tino Racing      | Ford Fiesta N5         | Celestino Iglesias Cores  | Vanessa Maquieira Chaves | 7                |

## Clasificación final

### Campeonato de pilotos
| Pos. | Piloto                    | 1 RDC | 2 PON | 3 SDC | 4 LAC | 5 MAL | 6 RBS | 7 SFR | 8 RRA | Pts |
| ---- | ------------------------- | ----- | ----- | ----- | ----- | ----- | ----- | ----- | ----- | --- |
| 1.   | Víctor Senra              | 1     | 1     | 1     | 1     | 1     | 1     |       |       | 660 |
| 2.   | Alberto Meira             | 3     | Ret   | Ret   | 2     | 4     |       | 1     | 1     | 476 |
| 3.   | Jorge Pérez Oliveira      | Ret   | 2     | 2     | Ret   | 3     | Ret   | 2     | 2     | 465 |
| 4.   | Francisco Dorado Vizcaíno | 8     | Ret   | 4     | 3     | 2     | 2     | 4     | 27    | 431 |
| 5.   | Jorge Garnelo Fernández   | 22    | 4     | 5     | 7     | 6     | 3     | 6     | 4     | 360 |
| 6.   | Diego Vila Fernández      | Ret   | Ret   | 8     | 4     | 5     | 4     | Ret   | 3     | 280 |
| 7.   | «Tinín» Iglesias          | 10    | 11    | Ret   | 12    | 8     | 8     | 41    | 20    | 244 |
| 8.   | Daniel Álvarez Rivas      |       | 9     | 12    | 10    | Ret   | 12    | 11    |       | 187 |
| 9.   | José Manuel Piay Díaz     |       |       | 45    | 42    | 28    | 49    | Ret   | 45    | 173 |
| 10.  | Pablo Blanco Alonso       | 26    | 24    | 21    | 23    | 15    | 19    | 17    | Ret   | 151 |
| 11.  | Raúl Martínez Torres      | 27    | 13    | 19    | 18    | 9     | 11    |       | Ret   | 146 |
| 12.  | José M. Pazos Fontán      | 21    | 6     |       | 30    |       |       | Ret   | 10    | 128 |
| 13.  | Adrián Campaña Crestar    | 19    | 7     | 11    | 6     | 7     | Ret   |       | 8     | 116 |
| 14.  | Celestino Iglesias Cores  | Ret   | 5     | 10    | 17    | Ret   | Ret   | 5     | 12    | 112 |
| 15.  | Rubén López López         | 50    | Ret   | Ret   | Ret   | 11    | 13    | 8     |       | 109 |
| 16.  | Guillermo Vilavedra Fdez. | 16    |       | 17    | Ret   | 17    | Ret   | Ret   | 17    | 106 |
| 17.  | Leticia López Rivas       | 78    | Ret   | Ret   | 69    | 46    | 73    | 56    | 58    | 101 |
| 18.  | Iván Lozano Orgeira       | Ret   | 10    | Ret   | 14    |       | 9     | Ret   |       | 98  |
| 19.  | David Rivas Fuentes       | Ret   | 62    | Ret   | Ret   | Ret   | 15    | 12    | 9     | 95  |
| 20.  | José M. Lamela Lojo       | Ret   | Ret   | 16    | 66    |       |       | 14    | 13    | 95  |
| 21.  | José M. Prado Fdez.       |       | 58    | Ret   | 65    |       | 65    |       | 52    | 93  |
| 22.  | Juan C. Prieto Arias      | 79    | Ret   |       | Ret   | 44    |       | 55    |       | 88  |
| 23.  | David Nespereira Lage     | Ret   | 29    | Ret   | 22    | 19    | 20    |       |       | 65  |
| 24.  | Diego González Castro     | 58    | 36    | 24    | Ret   | 16    | 28    | 24    |       | 56  |
| 25.  | Miguel A. Caeiro Villar   | 36    | 48    | Ret   | 19    | 18    | 38    | 29    | Ret   | 55  |
| 26.  | Fernando Rico Rodríguez   | 9     | 21    | 14    | Ret   | 10    |       | 10    |       | 32  |
| 27.  | Fermín Sousa Vázquez      | Ret   | 19    |       | Ret   |       | 7     | Ret   | Ret   | 28  |
| 28.  | César Díaz Pérez          | 15    | 25    | Ret   | Ret   | Ret   |       | Ret   |       | 24  |
| 29.  | Álvaro Castro Laíño       | 33    | Ret   | 40    | 24    | Ret   |       |       | 18    | 21  |
| 30.  | Francisco Cebey Gómez     | Ret   | Ret   | Ret   | Ret   |       | 52    |       | 51    | 14  |
| 31.  | Javier Eiras Mariño       | Ret   | Ret   | Ret   |       | 21    |       |       | Ret   | 8   |
| 32.  | Eduardo González Vázquez  |       | 35    | Ret   | 27    | 25    | 30    | Ret   | 34    | 7   |
| 33.  | Damián Arosa Rodríguez    | 59    | 38    | 32    | 26    | 26    |       |       |       | 7   |

### Copilotos
| Pos. | Copiloto               | Ptos. |
| ---- | ---------------------- | ----- |
| 1.   | Avelino Martínez López | 465   |
| 2.   | Roi Torrente Pérez     | 356   |
| 3.   | José Murado González   | 280   |
| 4.   | Álex Alonso Sampayo    | 244   |
| 5.   | Bárbara Gómez Oubel    | 151   |
| 6.   | Ian B. Quintana Fdez.  | 146   |
| 7.   | Bruno Pérez Fernández  | 145   |
| 8.   | Adrián Vázquez Bua     | 128   |
| 9.   | David Calvo Costa      | 116   |
| 10.  | Manuel Raído Otero     | 109   |

### Escuderías
| Pos. | Escudería                   | Ptos. |
| ---- | --------------------------- | ----- |
| 1.   | Galicia Motor Sport         | 988   |
| 2.   | Yacar Racing                | 927   |
| 3.   | Escudería Surco             | 698   |
| 4.   | Escudería Miño              | 682   |
| 5.   | AMF Sport                   | 581   |
| 6.   | Desguaces Tino Racing       | 382   |
| 7.   | Escudería Cuntis V.T.       | 276   |
| 8.   | Escudería Ourense           | 276   |
| 9.   | Leiro Desguaces             | 273   |
| 10.  | Aguanta Volante Rallye Team | 229   |

### Agrupación 1
| Pos. | Piloto                    | Ptos. |
| ---- | ------------------------- | ----- |
| 1.   | Víctor Senra              | 660   |
| 2.   | Alberto Meira             | 476   |
| 3.   | Jorge Pérez Oliveira      | 465   |
| 4.   | Francisco Dorado Vizcaíno | 439   |
| 5.   | Jorge Garnelo Fernández   | 360   |
| 6.   | Diego Vila Fernández      |       |
| 7.   | Adrián Campaña Crestar    |       |
| 8.   | Celestino Iglesias Cores  |       |
| 9.   | Fernando Rico Rodríguez   |       |
| 10.  | Fermín Sousa Vázquez      |       |

### Agrupación 2
| Pos. | Piloto               | Ptos. |
| ---- | -------------------- | ----- |
| 1.   | Daniel Álvarez Rivas | 512   |
| 2.   | David Rivas Fuentes  | 272   |
| 3.   | Iván Lozano Orgeira  | 259   |

### Agrupación 3
| Pos. | Piloto                    | Ptos. |
| ---- | ------------------------- | ----- |
| 1.   | Celestino Iglesias Duarte | 642   |
| 2.   | Raúl Martínez Torres      | 440   |
| 3.   | José M. Pazos Fontán      | 317   |
| 4.   | José M. Lamela Lojo       | 300   |
| 5.   | Rubén López López         | 285   |
| 6.   | Eduardo González Vázquez  | 158   |
| 7.   | César Díaz Pérez          | 116   |
| 8.   | Miguel A. Caeiro Villar   | 71    |

### Agrupación 4
| Pos. | Piloto                        | Ptos. |
| ---- | ----------------------------- | ----- |
| 1.   | Pablo Blanco Alonso           | 555   |
| 2.   | Guillermo Vilavedra Fernández | 362   |
| 3.   | Diego González Castro         | 255   |
| 4.   | David Nespereira Lage         | 240   |
| 5.   | Álvaro Castro Laíño           | 144   |
| 6.   | Javier Lariño Waldomar        | 98    |
| 7.   | Alejandro Otero Ferro         | 84    |
| 8.   | Damián Arosa Rodríguez        | 81    |
| 9.   | Javier Eiras Mariño           | 56    |
| 10.  | Adrián López Rguez.           | 48    |

### Agrupación 5
| Pos. | Piloto                  | Ptos. |
| ---- | ----------------------- | ----- |
| 1.   | José M. Piay Díaz       | 526   |
| 2.   | Leticia López Rivas     | 427   |
| 3.   | José M. Prado Fernández | 331   |
| 4.   | Juan C. Prieto Arias    | 296   |

### Marcas de neumáticos
| Pos | Marca    | Ptos. |
| --- | -------- | ----- |
| 1.  | Pirelli  | 1225  |
| 2.  | Michelín | 14    |

### Copas de promoción

#### Súper campeonato R5 AD Grupo Regueira
| Pos. | Piloto                    | Ptos. |
| ---- | ------------------------- | ----- |
| 1.   | Víctor Senra              | 660   |
| 2.   | Francisco Dorado Vizcaíno | 496   |
| 3.   | Alberto Meira             | 476   |
| 4.   | Jorge Pérez Oliveira      | 465   |

#### Copa Top Ten Pirelli-Driver-Autia "Top Ten A"
| Pos. | Piloto                    | Ptos. |
| ---- | ------------------------- | ----- |
| 1.   | Víctor Senra              | 660   |
| 2.   | Francisco Dorado Vizcaíno | 496   |
| 3.   | Alberto Meira             | 476   |
| 4.   | Jorge Pérez Oliveira      | 465   |

#### Copa Top Ten Pirelli-Driver-Autia "Top Ten B"
| Pos. | Piloto                   | Ptos. |
| ---- | ------------------------ | ----- |
| 1.   | Jorge Garnelo Fernández  | 537   |
| 2.   | Diego Vila Fernández     | 403   |
| 3.   | Adrián Campaña Crestar   | .360  |
| 4.   | Celestino Iglesias Cores | 291   |
| 5.   | Fernando Rico Rodríguez  | 240   |

#### Copa Top Ten Pirelli-Driver-Autia "Top Ten C"
| Pos. | Piloto                    | Ptos. |
| ---- | ------------------------- | ----- |
| 1.   | Celestino Iglesias Duarte | 644   |
| 2.   | Raúl Martínez Torres      | 474   |
| 3.   | José M. Pazos Fontán      | 310   |
| 4.   | Rubén López López         | 293   |
| 5.   | Miguel A. Caeiro Villar   | 277   |

#### Volante FGA -Promoción xoven piloto
| Pos. | Piloto                | Ptos. |
| ---- | --------------------- | ----- |
| 1.   | Pablo Blanco Alonso   | 664   |
| 2.   | Diego González Castro | 408   |
| 3.   | David Nespereira Lage | 325   |
| 4.   | Leticia López Rivas   | 313   |
| 5.   | Álvaro Castro Laiño   | 254   |

#### Copa Pirelli AMF Motorsport
| Pos. | Piloto                        | Ptos. |
| ---- | ----------------------------- | ----- |
| 1.   | Daniel Álvarez Rivas          | 526   |
| 2.   | Guillermo Vilavedra Fernández | 356   |
| 3.   | David Rivas Fuentes           | 279   |
| 4.   | Javier Lariño Waldomar        | 157   |
| 5.   | Alejandro Otero Ferro         | 147   |

#### Open GadisDonas co motor de Galicia
| Pos. | Piloto              | Ptos. |
| ---- | ------------------- | ----- |
| 1.   | Leticia López Rivas | 537   |
| 2.   | Ruth Ortega Macías  | 280   |

#### Reto ETS Racing Fuels
| Pos. | Piloto               | Ptos. |
| ---- | -------------------- | ----- |
| 1.   | Jorge Pérez Oliveira | 496   |

#### Copa Donas
| Pos. | Piloto                  | Ptos. |
| ---- | ----------------------- | ----- |
| 1.   | Bárbara Gómez Oubel     | 433   |
| 2.   | Lara Gómez Rodríguez    | 245   |
| 3.   | Lucía González González | 232   |
| 4.   | María Teresa López      | 146   |
| 5.   | Carmen González         | 133   |